# Bosentan
Il bosentan è il principio attivo di indicazione specifica contro l'ipertensione arteriosa polmonare, prodotto dalla casa farmaceutica Actelion e venduto, con il brand Tracleer.

## Indicazioni
È utilizzato per trattare alcune forme di ipertensione polmonare, e di sclerodermia la cui assunzione deve essere costantemente supportata da controllo specialistico. È un antagonista competitivo dell'endotelina 1 su entrambi i suoi recettori.

## Dosaggi
All'inizio del trattamento la dose indicata è di 62,5 mg per 2 volte al giorno, dopo 4 settimane dall'inizio della terapia la dose si raddoppia.
- Dose massima consentita: 250 mg 2 volte al giorno

## Effetti indesiderati
Edemi,  anemia, rinite, stanchezza, ipoglicemia, emorragia rettale, cefalea, ipotensione, vampate, disturbi gastrointestinali, insufficienza epatica grave, teratogenicità, atrofia testicolare con conseguente infertilità.

## Avvertenze
Prima di iniziare il trattamento bisogna controllare sia la funzionalità epatica che la pressione sistolica della persona. Da evitare in caso di gravidanza.